# دریای ناتونا
دریای ناتونا (اندونزیایی: Laut Natuna) دریای کم‌عمق وسیعی است که در اطراف جزایر ناتونا واقع شده‌است و از جنوب جزایر ریائو، شرق منطقه لینگگا و غرب بورنئو تا جزایر بانگکا-بلیتونگ امتداد یافته‌است. جزایر باداس و مجمع الجزایر تامبلان در مرکز آن قرار دارند. این دریا که بیشتر در داخل آب‌های سرزمینی اندونزی واقع شده‌است، جنوبی‌ترین بخش دریای جنوبی چین است و از نظر زمین‌شناسی بخشی از فلات قاره سوندا به‌شمار می‌آید. دریای ناتونا از طریق تنگه کاریماتا و گاسپار در شرق و غرب بلیتونگ با دریای جاوه در جنوب شرقی خود و از طریق تنگه برهالا و سنگاپور با تنگه ملاکا در غرب خود ارتباط برقرار می‌کند.
سازمان آب‌نگاری بین‌المللی، در متن «محدودیت‌های اقیانوس‌ها و دریاها»، ویرایش سوم (۱۹۵۳)، دریای ناتونا را فهرست نکرده‌است. در عوض، منطقه‌ای که توسط دریای ناتونا احاطه شده‌است، بخش جنوبی دریای جنوبی چین در نظر گرفته می‌شود. پیش‌نویس «محدودیت‌های اقیانوس‌ها و دریاها» توسط سازمان آب‌نگاری بین‌المللی در سال ۱۹۸۶، دریای ناتونا را پیشنهاد کرد که از جنوب جزایر ناتونا و آنامباس تا جزایر بلیتونگ امتداد دارد. با این حال، نسخه پیش نویس ۱۹۸۶ هرگز تصویب نشد.

## گستره
زنجیره‌های جزایر آنامباس و ناتونا طاق‌هایی را ایجاد کرده‌اند که نوک جنوب شرقی شبه جزیره مالایی را به نوک غربی بورنئو متصل می‌کند. این، مرز شمالی دریای ناتونا را ایجاد می‌کند. در همین حال، در جنوب، سواحل جنوب شرقی سوماترا، جزایر لینگگا، جزایر بانگکا و بلیتونگ مرز جنوبی دریای ناتونا را تشکیل داده و دهانه آن را به تنگه کریماتا و دریای جاوه ایجاد می‌کنند.

## جغرافیا

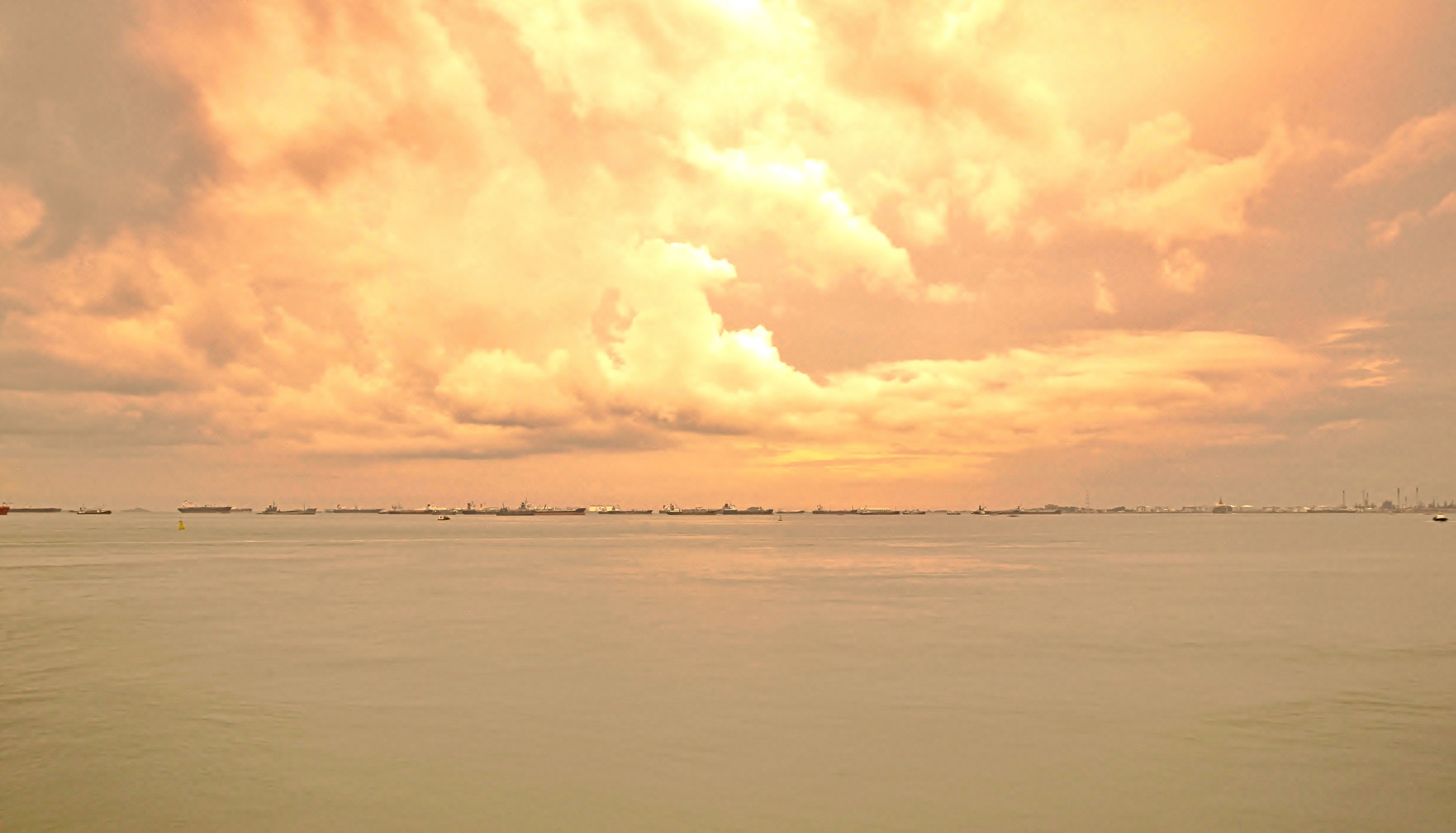
دریای ناتونا

درست مانند دریای جنوبی چین، دریای ناتونا بخشی حاشیه ای از اقیانوس آرام است. دریای ناتونا شامل تعدادی مجمع الجزایر است، از جمله:
- جزایر ناتونا در منطقه ناتونا
- مجمع الجزایر بزرگ ناتونا در منطقه ناتونا
- مجمع الجزایر ناتونا جنوبی در منطقه ناتونا
- مجمع الجزایر آنامباس در منطقه جزایر آنامباس
- مجمع الجزایر لینگگا در منطقه لینگگا
- مجمع الجزایر تامبلان در منطقه بینتان
- مجمع الجزایر ریائو

همه این گروه‌های جزیره‌ای از نظر تقسیمات کشوری در استان جزایر ریائو قرار دارند.

## دریای ناتونای شمالی
در ژوئیه ۲۰۱۷، اندونزی نواحی شمالی منطقه اقتصادی انحصاری خود در دریای جنوبی چین را به " دریای ناتونا شمالی " تغییر نام داد که در شمال شهرستان ناتونای اندونزی واقع شده‌است و با منطقه اقتصادی انحصاری ویتنام جنوبی هم‌مرز است. دریای ناتونای شمالی بین جزایر ناتونا و دماغه کا مائو در نوک جنوبی دلتای رود مکونگ در ویتنام قرار دارد.